# Ewelina Flinta
Ewelina Agnieszka Flinta (Lubsko, 24 ottobre 1979) è una cantante polacca, conosciuta nel suo paese soprattutto per aver partecipato alla versione locale del programma televisivo Pop Idol.

## Discografia

### Album in studio
- 2003 – Przeznaczenie
- 2005 – Nie znasz mnie

### Singoli
- 2003 – Żałuję
- 2003 – Goniąc za cieniem
- 2003 – Przeznaczenie
- 2004 – Tylko słowa
- 2005 – Nie znasz mnie
- 2005 – Nieskończona historia
- 2006 – Bliżej
- 2008 – Nie kłam, że kochasz mnie